# 京华东道站
京华东道站是一个位于中国天津市西青区李七庄街道，属于天津地铁5号线与津静线的地铁换乘车站。京华东道站于2024年9月28日启用。

## 车站结构
京华东道站为地下车站。
| 地面              | 出入口 | 出入口 |   |  |
| 地下一层          | 站厅   | 客服中心、自动售票机、验票机 |   |  |
| 地下二层          | 站台   | \| \| 1 \| 跨线车往 █ 津静线团泊医学园（精武） 或 █ 5号线往北辰科技园北（李七庄南） \| 1 \| \| \| 島式 · 開左邊车门 \| \| \| \| \| \| \| 2 \| █ 津静线往团泊医学园（精武） 或跨线车往 █ 5号线北辰科技园北（李七庄南） \| 2 \| \| |   |  |
|                   | 1      | 跨线车往 █ 津静线团泊医学园（精武） 或 █ 5号线往北辰科技园北（李七庄南） | 1 |  |
| 島式 · 開左邊车门 |        | |   |  |
|                   | 2      | █ 津静线往团泊医学园（精武） 或跨线车往 █ 5号线北辰科技园北（李七庄南） | 2 |  |

## 车站出口
京华东道站目前开放2个出口，各出口及周围设施如下所示：
| 出口编号                  | 照片 | 地点 | 可到达目的地 |
| ------------------------- | ---- | ---- | ------------ |
| 出口 · A                  |      |      |              |
| 出口 · B                  |      |      |              |
| 註： 設有 \| 設有扶手電梯 |      |      |              |

## 换乘交通
因附近道路设施不完善，暂无公交线路停靠。